# اسماعیل‌آباد (نازیل)
اسماعیل‌آباد، روستایی از توابع بخش نازیل شهرستان تفتان در استان سیستان و بلوچستان ایران است.

## جمعیت
این روستا در دهستان نازیل قرار دارد و براساس سرشماری مرکز آمار ایران در سال ۱۳۸۵، جمعیت آن ۷۸ نفر (۱۴ خانوار) بوده‌است.